# Corona (förlag)
För andra betydelser, se Corona.
Corona förlag grundades 1961 som dotterbolag till Förlagshuset Norden i Malmö under namnet Bokförlaget Corona AB. Utgivningen var bred men förlaget blev främst bekant för sin utgivning av läromedel. I dag är utgivningen begränsad. Förlaget är nu en del av Förlagshuset Nordens Grafiska AB och ingår i Codex-koncernen.